# Sartor tucuruiense
Sartor tucuruiense är en fiskart som beskrevs av Santos och Jégu, 1987. Sartor tucuruiense ingår i släktet Sartor och familjen Anostomidae. Inga underarter finns listade i Catalogue of Life.